# فرنسيس ن. بانجز
فرنسيس ن. بانجز (بالإنجليزية: Francis N. Bangs)‏ هو محامي أمريكي، ولد في 1828، وتوفي في 30 نوفمبر 1885.